# Lijst van universiteiten in Vaticaanstad
Dit is een lijst van universiteiten in Vaticaanstad.
- Pauselijke Lateraanse Universiteit
- Pauselijke Universiteit Sint Thomas van Aquino
- Pauselijke Universiteit Gregoriana